# Tia Malovrh
Tia Malovrh (* 16. Juli 2008) ist eine slowenische Nordische Kombiniererin.

## Werdegang
Malovrh begann beim SK Triglav Kranj mit Ski Nordisch. Als Nordische Kombiniererin nahm sie ab 2021 an internationalen Rennen teil. Bei einem Staffel-Wettbewerb in Gérardmer wurde sie im Oktober 2022 Dritte, womit sie erstmals auf dem Alpencup-Podest stand. Bei den slowenischen Sommer-Meisterschaften 2023 gewann sie als Dritte ihre erste nationale Medaille. Am 19. Januar 2024 debütierte Malovrh in Klingenthal im zweitklassigen Continental Cup. Dabei wurde sie Neunte im Kompakt-Rennen und lief zwei Tage später auf den sechsten Platz im Einzel nach der Gundersen-Methode. Ende Januar nahm sie an den Olympischen Jugend-Winterspielen 2024 in Gangwon teil. Im Einzel gewann sie hinter Minja Korhonen und Teja Pavec Bronze. Gemeinsam mit Aljaz Janhar, Teja Pavec und Lovro Percl Seručnik erreichte sie im Mixed-Team den Silberrang. Wenige Wochen später trat Malovrh an den Nordischen Junioren-Skiweltmeisterschaften in Planica an. Im Mixed-Team wurde sie Neunte, im Teamsprint gemeinsam mit Manca Kobentar Siebte. Beim Einzelwettbewerb wurde sie disqualifiziert. Zum Saisonabschluss debütierte Malovrh in Trondheim im Weltcup. Am ersten Wettkampftag belegte sie gemeinsam mit Vid Vrhovnik, Ema Volavšek und Gašper Brecl den siebten Platz im Mixed-Team. Ihr erstes Einzel-Rennen beendete sie auf Rang 22. Damit schloss sie den Winter auf dem 39. Platz in der Weltcup-Gesamtwertung ab. Mit dem gleichen Trio gewann sie den Mixed-Team-Wettbewerb zum Auftakt des Grand Prix am 24. August 2024 in Tschagguns. Im Winter 2024/25 lief sie erneut in die Weltcup-Punkteränge. Dennoch startete sie im Januar eine Klasse tiefer, im Continental Cup. Dabei erreichte sie beim Gundersen Einzel in Eisenerz den dritten Platz. Tags darauf gewann sie gemeinsam mit Maša Likozar Brankovič den Teamsprint. Bei den Nordischen Junioren-Skiweltmeisterschaften 2025 in Lake Placid gewann sie gemeinsam mit Maša Likozar Brankovič Silber im Teamsprint. Im Einzel beendete sie das Rennen nicht. Bei den Nordischen Skiweltmeisterschaften 2025 in Trondheim belegte sie im Massenstart den 16. Rang. Tags darauf wurde sie gemeinsam mit Vid Vrhovnik, Ema Volavšek und Gašper Brecl Siebte im Mixed-Team. Zum WM-Abschluss lief Malovrh auf den 14. Platz im Gundersen Einzel.

## Erfolge

### Grand-Prix-Siege im Team
| Nr. | Datum           | Ort        | Disziplin    |
| --- | --------------- | ---------- | ------------ |
| 1.  | 24. August 2024 | Tschagguns | Mixed-Team 1 |

### Continental-Cup-Siege im Team
| Nr. | Datum           | Ort      | Disziplin    |
| --- | --------------- | -------- | ------------ |
| 1.  | 18. Januar 2025 | Eisenerz | Teamsprint 1 |

## Statistik

### Weltcup-Platzierungen
| Saison  | Platz | Punkte |
| ------- | ----- | ------ |
| 2023/24 | 39.   | 019    |

### Grand-Prix-Platzierungen
| Saison | Platz | Punkte |
| ------ | ----- | ------ |
| 2024   | 16.   | 107    |

### Continental-Cup-Platzierungen
| Saison  | Platz | Punkte |
| ------- | ----- | ------ |
| 2023/24 | 28.   | 101    |
| 2024/25 | 28.   | 080    |